# Asian Cup 1991
Die Asian Cup 1991 im Badminton fanden vom 18. bis zum 22. Dezember 1991 im Istora Senayan in Jakarta statt. Das Preisgeld betrug 100.000 US-Dollar. Cathay Pacific war Hauptsponsor der Veranstaltung.

## Sieger und Platzierte
| Disziplin    | Gold                           | Silber                         | Bronze                                   |
| ------------ | ------------------------------ | ------------------------------ | ---------------------------------------- |
| Herreneinzel | Rashid Sidek                   | Bambang Suprianto              | Joko Suprianto                           |
| Herreneinzel | Rashid Sidek                   | Bambang Suprianto              | Fung Permadi                             |
| Dameneinzel  | Tang Jiuhong                   | Bang Soo-hyun                  | Somhasurthai Jaroensiri                  |
| Dameneinzel  | Tang Jiuhong                   | Bang Soo-hyun                  | Yuliani Santosa                          |
| Herrendoppel | Cheah Soon Kit Soo Beng Kiang  | Rexy Mainaky Ricky Subagja     | Chen Hongyong Chen Kang                  |
| Herrendoppel | Cheah Soon Kit Soo Beng Kiang  | Rexy Mainaky Ricky Subagja     | Huang Zhanzhong Zheng Yumin              |
| Damendoppel  | Chung So-young Hwang Hye-young | Kimiko Jinnai Hisako Mori      | Erma Sulistianingsih Rosiana Tendean     |
| Damendoppel  | Chung So-young Hwang Hye-young | Kimiko Jinnai Hisako Mori      | Yao Fen Lin Yanfen                       |
| Mixed        | Shon Jin-hwan Gil Young-ah     | Aryono Miranat Eliza Nathanael | Ong Ewe Chye Tan Sui Hoon                |
| Mixed        | Shon Jin-hwan Gil Young-ah     | Aryono Miranat Eliza Nathanael | Siripong Siripool Ladawan Mulasartsatorn |

## Finalergebnisse
| Disziplin    | Sieger                         | Finalist                       | Ergebnis         |
| ------------ | ------------------------------ | ------------------------------ | ---------------- |
| Herreneinzel | Rashid Sidek                   | Bambang Suprianto              | 15–10, 15–11     |
| Dameneinzel  | Tang Jiuhong                   | Bang Soo-hyun                  | 11–7, 6–11, 11–4 |
| Herrendoppel | Cheah Soon Kit Soo Beng Kiang  | Rexy Mainaky Ricky Subagja     | 17–16, 15–5      |
| Damendoppel  | Chung So-young Hwang Hye-young | Kimiko Jinnai Hisako Mori      | 15–13, 15–1      |
| Mixed        | Shon Jin-hwan Gil Young-ah     | Aryono Miranat Eliza Nathanael | 15–5, 8–15, 15–7 |

## Halbfinalresultate
| Disziplin    | Sieger                         | Gegner                                   | Ergebnis            |
| ------------ | ------------------------------ | ---------------------------------------- | ------------------- |
| Herreneinzel | Rashid Sidek                   | Joko Suprianto                           | 15–8, 6–15, 18–14   |
| Herreneinzel | Bambang Suprianto              | Fung Permadi                             | 15–7, 15–11         |
| Dameneinzel  | Tang Jiuhong                   | Somhasurthai Jaroensiri                  | 11–5, 11–9          |
| Dameneinzel  | Bang Soo-hyun                  | Yuliani Santosa                          | 6–11, 11–8, 11–4    |
| Herrendoppel | Cheah Soon Kit Soo Beng Kiang  | Chen Hongyong Chen Kang                  | 15–5, 15–8          |
| Herrendoppel | Rexy Mainaky Ricky Subagja     | Huang Zhanzhong Zheng Yumin              | 15–4, 15–8          |
| Damendoppel  | Chung So-young Hwang Hye-young | Erma Sulistianingsih Rosiana Tendean     | 15–3, 5–15, 15–11   |
| Damendoppel  | Kimiko Jinnai Hisako Mori      | Yao Fen Lin Yanfen                       | 10–15, 17–14, 15–1  |
| Mixed        | Shon Jin-hwan Gil Young-ah     | Ong Ewe Chye Tan Sui Hoon                | 15–4, 15–4          |
| Mixed        | Aryono Miranat Eliza Nathanael | Siripong Siripool Ladawan Mulasartsatorn | 11–15, 17–14, 15–12 |